# Maximilien Marie

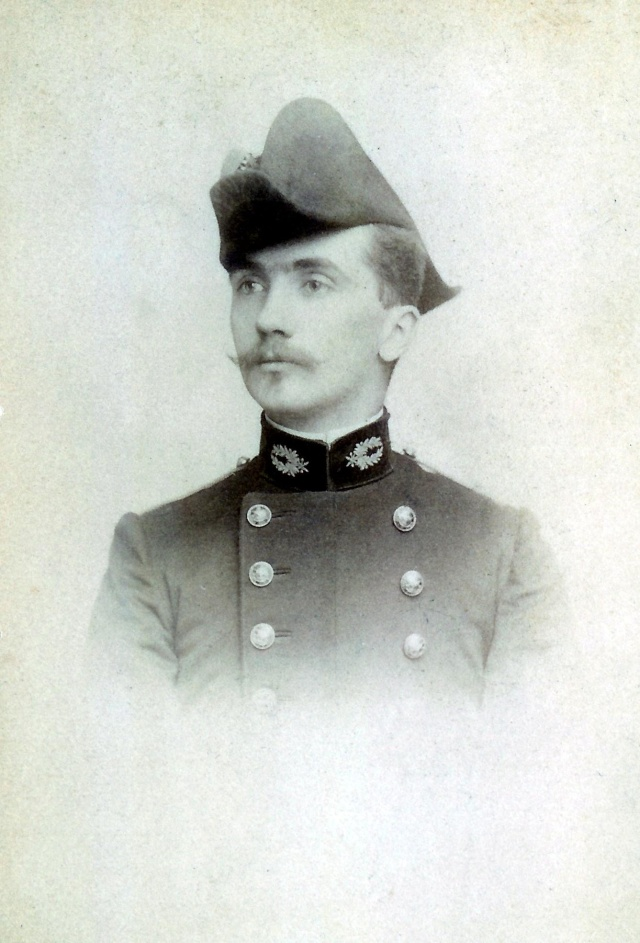
Maximilien Marie vor 1891

Charles François Maximilien Marie (* 1. Januar 1819 in Paris; † 8. Mai 1891 ebenda) war ein französischer Mathematikhistoriker und Mathematiker.

## Leben
Er war der Sohn des Infanterie-Hauptmanns der Napoleonischen Armee Simon Marie (1775–1855) und von Henriette Josephine de Ficquelmont (1780–1843), die aus niedrigem lothringischem Adel stammte.
Marie studierte ab 1838 an der École polytechnique und danach an der Artillerieschule in Metz. Er lehrte Mathematik in Auteuil und wurde 1862 Repetitor an der École Polytechnique, ab 1879 Examinator für die Eingangsprüfungen.
Er veröffentlichte viel, nicht nur über Mathematik und Mathematikgeschichte, sondern auch über Erziehungsfragen und soziale Fragen. Seine Mathematikgeschichte in 12 Bänden ist biographisch orientiert und geht bis Niels Henrik Abel und François Arago. Er war Offizier der Ehrenlegion.
Seine Schwester war Clotilde de Vaux (1815–1846), die mit Auguste Comte in Briefwechsel stand. Sie war von ihrem Mann verlassen worden und lernte Comte über ihren Bruder kennen, da er Professor an der École Polytechnique war. Comte verliebte sich in sie, sie ging aber als streng gläubige Katholikin keine Beziehung ein.

## Schriften
- Théorie des fonctions de variables imaginaires, 3 Bände, Gauthier-Villars, 1874 bis 1876
- Histoire des sciences mathématiques et physique, 12 Bände, Gauthier-Villars, 1883 bis 1888